# Rio Tuy
O rio Tuy é o principal rio localizado no Estado de Miranda, na Venezuela. Tem uma longitude de 239 quilômetros, nasce nas proximidades do Pico Codazzi, ao leste do topo el Zamuro, no estado de Aragua, e corre em sentido norte-sul até à população de El Consejo. A partir dali, continua até o leste atravessando todo o estado de Miranda. Seus principais afluentes são: Rio Guaire e o rio Caucagua, também chamado de rio Grande. Desemboca no mar do Caribe.